# Christophe-Gabriel Allegrain
Christophe-Gabriel Allegrain (n. 11 octombrie 1710, Paris, Regatul Franței – d. 17 aprilie 1795, Paris, Prima Republică Franceză) a fost un sculptor francez care a combinat un stil neoclasic cu farmecul și delicatețea stilului rococo, sub influența mult mai faimosului său cumnat, Jean-Baptiste Pigalle.

## Biografie
Allegrain s-a născut într-o familie consacrată de pictori peisagiști din Paris. Cea mai faimoasă lucrare a sa, din marmură, Scăldătoarea, a fost comandată pentru reședințele regale prin Bâtiments du Roi⁠(d) în 1755; o schiță modelată a fost prezentată la Salonul din 1757. Când sculptura a fost expusă în cele din urmă la Salonul din 1767, a avut parte de o recepție senzațională. În 1772, Ludovic al XV-lea l-a prezentat doamnei du Barry pentru Château de Louveciennes, unde ea finalizase recent faimosul pavilion care a introdus în cercurile curții noul neoclasicism, asociat de obicei cu „stilul Louis Seize”.
După moartea regelui, ea a fost suficient de mulțumită de ea pentru a comanda lui Allegrain un pandantiv în 1776, pe care acesta l-a livrat în 1778. Prezentate în grădină ca Vénus și Diane, ele au oferit o alegorie a iubirii senzuale din trecut și a condiției sale actuale de castitate. (Ambele sunt conservate la Muzeul Luvru. ) Există reproduceri la scară mică din bronz patinat, iar ambele piese au rămas populare și reproduse adesea până în secolul al XIX-lea: în 1860, când frații Goncourt se refereau la „picioarele rafinate ale unei Diana de Allegrain”, cititorii lor au evocat imaginea familiară.
Portretul său realizat de Joseph Duplessis în 1774, i-a adus pictorului un loc în Académie Royale de Peinture et de Sculpture⁠(d). Printre elevii săi s-au numărat fiul său și François-Dominique-Aimé Milhomme. A murit la Paris.